# Metasticha centrodoxa
Metasticha centrodoxa är en fjärilsart som beskrevs av Edward Meyrick 1921. Metasticha centrodoxa ingår i släktet Metasticha och familjen äkta malar. Inga underarter finns listade i Catalogue of Life.